# Šport u 1907.
◄◄ | ◄ | 1904. | 1905. | 1906. | 1907.  | 1908. | 1909. | 1910. | ► | ►►
Arhitektura • Astronomija • Biologija • Film • Fotografija • Glazba • Kazalište • Kemija • Kiparstvo • Knjige • Književnost • Kršćanstvo • Meteorologija • Medicina • Planinarstvo • Politika • Pravo • Promet • Slikarstvo • Strip • Šport • Televizija • Znanost • Zrakoplovstvo • Željeznički promet
Šport u 1907.

## Svijet

### Osnivanja
- Al-Ahly S.C., egipatski nogometni klub
- FC Augsburg, njemački nogometni klub
- CFR Cluj, rumunjski nogometni klub
- Real Betis, španjolski nogometni klub
- Atalanta BC, talijanski nogometni klub
- Fenerbahçe S.K., turski nogometni klub

## Hrvatska i u Hrvata

### Osnivanja
- AŠK Croatia Zagreb, hrvatski nogometni klub
- NK Zelina, hrvatski nogometni klub
- ZŠK Viktorija, hrvatski nogometni klub

### Ostali događaji
- 23. lipnja – Hrvatska nogometna reprezentacija odigrala svoju prvu utakmicu

### Rođenja
- 12. siječnja – Vjera Neferović, hrvatska atletičarka († 1989.)

## Vanjske poveznice
|  | Zajednički poslužitelj ima još gradiva o temi Šport u 1907. |